# Свілоєво
Свілоєво (серб. Свилојево) — село в Сербії, належить до общини Апатин Західно-Бацького округу автономного краю Воєводина.

## Населення
Населення села становить 1364 осіб (2002, перепис), з них:
- угорці — 792 — 58,06%
- серби — 403 — 29,54%,

живуть також хорвати, югослави, чорногорці та інші.